# Christoph Werner (Schriftsteller)
Christoph Werner (* 1939 in Halle an der Saale) ist ein deutscher Schriftsteller, Literaturwissenschaftler, Sprachlehrer und Fachübersetzer.
Nach dem Abitur im Jahre 1957 studierte er Anglistik und Germanistik an der Martin-Luther-Universität Halle-Wittenberg. Nachdem er zwei Jahre als Englischlehrer an der Erweiterten Oberschule in Pößneck in Thüringen gearbeitet hatte, war er von 1964 bis 1984 Lehrer im Hochschuldienst bzw. Lektor an der Technischen Hochschule Leuna-Merseburg. In dieser Zeit begann er, Geschichten zu schreiben, die unveröffentlicht blieben. Seine sprachwissenschaftliche Tätigkeit schlug sich in mehreren Veröffentlichungen zur englischen Fachsprache der Verfahrenstechnik nieder.
Im Jahre 1973 promovierte er an der Philosophischen Fakultät der Martin-Luther-Universität mit einer Arbeit über den englischen Schriftsteller Howard Spring zum Dr. phil.
Von 1984 bis 1989 arbeitete er als selbstständiger Übersetzer und Sprachlehrer. Im Jahre 1989 siedelte er in die Bundesrepublik Deutschland über.
Von 1990 bis 2002 war er als wissenschaftlicher Angestellter am Institut für Angewandte Sprachwissenschaft der Universität Hildesheim tätig. Seine Hauptarbeitsgebiete waren das Technische Übersetzen sowie die englische Sprache und ihre Didaktik.
In seiner Zeit in Hildesheim veröffentlichte Christoph Werner sein erstes Buch „Der Bronstein-Defekt und andere Geschichten“. Außerdem schrieb er zahlreiche Geschichten für den „Literamus“, die literarische Zeitschrift des Wissenschaftlichen Verlages Trier.
Christoph Werner hat drei Töchter und lebt heute in Weimar.

## Werke
- Der Bronstein-Defekt und andere Geschichten. Hildesheim: Cambria 2001, ISBN 3-933585-02-3. Weimar: Bertuch 2005, ISBN 978-3-937601-18-2.
- Schloss am Strom. Die Geschichte vom Leben und Sterben des Baumeisters Karl Friedrich Schinkel; Roman. Bertuch, Weimar 2004, ISBN 3-937601-11-2.
- Um ewig einst zu leben. Caspar David Friedrich und Joseph Mallord William Turner; Roman. Bertuch, Weimar 2006, ISBN 3-937601-34-1.
- Buckingham Palace; Roman. Bertuch, Weimar 2008, ISBN 978-3-937601-61-8.
- Wintermorgen. Geschichten und Geschichtliches. epubli, Berlin 2013, ISBN 978-3-8442-4742-8.
- Paulus Luther. Sein Leben von ihm selbst aufgeschrieben; Wahrhaftiger Roman. Bertuch, Weimar 2015, ISBN 978-3-86397-051-2.
- Weihnachten bei Familie Luther -Luthers jüngster Sohn erzählt vom Christfest. Bertuch Verlag, Weimar 2015, ISBN 978-3-86397-060-4.
- Shadows of My Father. The Memoirs of Martin Luther's Son. A Novel. HarperCollins 2017, ISBN 978-0-06-284652-5.
- To Live in All Eternity. Caspar David Friedrich and Joseph Mallord William Turner. A Novel. Tredition, Hamburg 2019, ISBN 978-3-7497-1975-4.[1]
- Francis Bacon. Empirist und Lordkanzler. Reihe Philosophie für unterwegs. Mitteldeutscher Verlag GmbH, Halle (Saale)2020, ISBN 978-3-96311-365-9.
- Castle by the River. The Life and Death of Karl Friedrich Schinkel. Painter and Master Builder. A Novel. Tredition, Hamburg 2020, ISBN 978-3-347-04274-2.
- Wilhelm von Grumbach. Reichsritter und Landfriedensbrecher. Essay in: Mitteldeutsches Jahrbuch für Kultur und Geschichte. Band 24. Monumente Publikationen, Bonn 2017, ISBN 978-3-86795-128-9.
- Mitgelaufen.(Geschichten aus dem Osten).Bertuch Verlag GmbH, Weimar 2019, ISBN 978-3-86397-115-1.
- Lifting the Iron Curtain. Tales of a Bygone Country. Tredition, Hamburg, 2019, ISBN 978-3-7497-8132-4.
- Francis Bacon. Empirist und Lordkanzler. (= Philosophie für unterwegs, Band 6), Mitteldeutscher Verlag, Halle 2020, ISBN 978-3-96311-365-9
- Freedom of Suppression. Essay. In: David, Hilda/Jarman, Francis (Editors), Text Wars. Communication, Censorship, Freedom, and Responsibility; Oxford University Press, New Delhi 2021, ISBN 978-0-19-949907-6.
- Karl Marx. Philosoph der Verheißung. Reihe Philosophie für unterwegs. Mitteldeutscher Verlag GmbH, Halle (Saale), 2022, ISBN 978-3-96311-609-4.
- Robert Grosseteste und Michel de Montaigne. Zwei Philosophen. Tredition GmbH, Hamburg 2023, ISBN 978-3-347-91492-6.
- Der Erfurter Latrinensturz. Aus dem Leben Heinrichs VI. Historische Erzählung. Tredition GmbH, Hamburg 2023, ISBN 978-3-347-80742-6.
- Writing Historical Fiction - What It Might Be Worthwhile to Keep in Mind before Embarking on This Adventure. Essay in: David, Hilda/Jarman, Francis (Editors), The Moving Finger. Writers On Writing. Om Books International, Uttar Pradesh, India 2024, ISBN 978-93-5376-979-6.
- Ein Tag im Leben des Friedrich Justin Bertuch. Historische Erzählung. Bertuch Verlag GmbH, Weimar 2024, ISBN 978-3-86397-195-3.
- Kirche im Abgrund. Das „Institut zur Erforschung und Beseitigung des jüdischen Einflusses auf das deutsche kirchliche Leben“. Essay in: Mitteldeutsches Jahrbuch für Kultur und Geschichte. Band 32/2025, Stiftung Mitteldeutscher Kulturrat, Bonn 2025, ISBN 978-3-9818871-7-4.
- Michel de Montaigne. Philosoph der Lebenskunst. (Mit Kurt Fricke). Reihe Philosophie für unterwegs.  Mitteldeutscher Verlag GmbH, Halle (Saale), 2025, ISBN 978-3-96311-902-6.